# Szemere
Szemere là một thị trấn thuộc hạt Borsod-Abaúj-Zemplén, Hungary. Thị trấn này có diện tích 26,3 km², dân số năm 2010 là 384 người, mật độ 15 người/km².